# 東大成町
東大成町（ひがしおおなりちょう）は、埼玉県さいたま市北区の町名。現行行政地名は東大成町一丁目及び東大成町二丁目。住居表示未実施地区。郵便番号は331-0814。

## 地理
さいたま市中北部の大宮台地上に位置する。西側を高崎線、東側を概ね埼玉県道164号鴻巣桶川さいたま線（旧中山道）に挟まれた南北に細長い町域を有する。北側から東側にかけて宮原町や植竹町、南側で土手町、西側で大成町と隣接する。地内は市街化区域で、北部は準工業地域、南部は第一種居住地区に指定されている。大成町の東に町域があることが町名の由来。

### 隣接する大字・町
- 北区
  - 宮原町
  - 植竹町
  - 大成町
- 大宮区
  - 土手町
  - 錦町
  - 大成町

### 地価
住宅地の地価は2015年（平成27年）1月1日の公示地価によれば東大成町1丁目99番2の地点で19万2000円/m2となっている。

## 歴史
- 1936年（昭和11年） - 国鉄高崎線と交差する大成跨線橋が建設される。
- 1955年（昭和30年）
  - 2月24日 - 東大成町2丁目143番地に当たる場所に「若竹幼稚園」が開園する[8]。
  - 4月 - 東大成町1-227に当たる場所に「大宮中央総合病院」が開院する[9]。
- 1956年（昭和31年）9月3日 - 東大成町2-12に当たる場所に「大宮市立東大成小学校」（現、さいたま市立東大成小学校）が「大宮市立植竹小学校」（現、さいたま市立植竹小学校）内の仮校舎より移転し、開校式及び落成式が挙行された。
- 1957年（昭和32年）11月1日 - 区画整理事業により大宮市大字大成の一部から東大成町一丁目及び二丁目が成立[10][6]。
- 1966年（昭和41年）6月27日 - 地内に大宮郵便局が大宮市大門町一丁目より移転する。
- 1982年（昭和57年）6月23日 - 地内に国鉄東北新幹線が建設され、大宮駅 - 盛岡駅間が開業する。ただし地内に駅はなし。
- 1983年（昭和58年）12月22日 - 地内に埼玉新都市交通伊奈線が開業する。ただし地内に駅はなし。
- 2001年（平成13年）5月1日 - 浦和市、大宮市、与野市の合併によりさいたま市が発足、さいたま市の町名となる。
- 2003年（平成15年）4月1日 - 政令指定都市に移行し、さいたま市北区の町名となる。

## 世帯数と人口
2017年（平成29年）9月1日現在の世帯数と人口は以下の通りである。
| 丁目           | 世帯数    | 人口     |
| -------------- | --------- | -------- |
| 東大成町一丁目 | 2,288世帯 | 4,402人  |
| 東大成町二丁目 | 2,492世帯 | 5,665人  |
| 計             | 4,780世帯 | 10,067人 |

## 小・中学校の学区
市立小・中学校に通う場合、学区（校区）は以下の通りとなる。
| 丁目           | 番地 | 小学校                   | 中学校                 |
| -------------- | ---- | ------------------------ | ---------------------- |
| 東大成町一丁目 | 全域 | さいたま市立東大成小学校 | さいたま市立植竹中学校 |
| 東大成町二丁目 | 全域 | さいたま市立東大成小学校 | さいたま市立植竹中学校 |

## 交通

### 鉄道
地区の西端を高崎線が通り、二丁目の中央部を東北・上越新幹線および埼玉新都市交通伊奈線が斜めに横切るが何れも地内に駅は設置されていない。周辺に北大宮駅・鉄道博物館駅・加茂宮駅がある。

### 道路
- 国道17号
  - 大成跨線橋 - 大成町に跨り北半分が東大成町に位置する。
- 埼玉県道164号鴻巣桶川さいたま線（旧中山道）

## 施設
かつては地内の2丁目143番地に「若竹幼稚園」も立地していた。
1丁目
- 大宮中央総合病院
- 大宮郵便局
- 東和銀行
- 県営大宮長山団地
- 東大成一丁目自治会館
- 天理教埼玉教務支庁
- 中仙道公園
- 野久保公園

2丁目
- さいたま市立東大成小学校
- 東大成保育園
- 水道総合センター
- 東大成二丁目自治会館
- 東大成二丁目自治会広場
- 東大成町2丁目公園
- 東大成町2丁目北公園
- 東大成中山道公園
- 陶芸会館 - 天守閣風建築物。松雪園と隣接する。
- 松雪園[12] - 大宮盆栽の6つある盆栽園のひとつ
- 石上神社